# Kyïvpastrans
Kyïvpastrans (in ucraino Київпастранс?) è un'azienda pubblica ucraina, interamente partecipata dal comune di Kiev, attiva nella gestione di parte del trasporto pubblico della capitale ucraina. Amministra la rete autobus, la rete filoviaria, la rete tranviaria e la funicolare della città; gestisce inoltre un servizio di noleggio autobus con conducente e il Museo del trasporto elettrico.
Si tratta del maggiore operatore di trasporto pubblico del paese.